# Lem B. Parker
Lem B. Parker (1864 – 3 de abril de 1928) fue un director, guionista y actor cinematográfico de nacionalidad estadounidense, activo en la época del cine mudo.
Su verdadero nombre era Lemuel Parker, y estuvo casado con Minnie Dixon. Falleció en 1928 en Amarillo, Texas, a causa de una crisis cardiaca.

## Selección de su filmografía

### Director
- 1912 : Her Educator
- 1912 : The Millionaire Vagabonds
- 1912 : The Vintage of Fate
- 1913 : The Governor's Daughter
- 1913 : Her Only Son
- 1913 : Indian Summer
- 1913 : Lieutenant Jones
- 1913 : The Stolen Melody
- 1913 : The Spanish Parrot Girl
- 1913 : Love Before Ten
- 1913 : Diverging Paths
- 1913 : The Girl and the Judge
- 1913 : The Tide of Destiny
- 1913 : Woman: Past and Present

### Guionista
- 1912 : Saved by Fire
- 1912 : When Helen Was Elected
- 1912 : The Millionaire Vagabonds
- 1913 : The Lipton Cup: Introducing Sir Thomas Lipton
- 1913 : Two Men and a Woman
- 1913 : Her Guardian
- 1913 : The Girl and the Judge
- 1913 : Woman: Past and Present
- 1913 : Man and His Other Self
- 1913 : The Mansion of Misery

### Actor
- 1912 : Harbor Island
- 1912 : Tempted by Necessity
- 1913 : The Governor's Daughter